# تیم ملی فوتبال گرجستان
تیم ملی فوتبال گرجستان نماینده فوتبال کشور گرجستان در مسابقات بین‌المللی فوتبال است. این تیم مجموعه‌ای است از بهترین بازیکنان رشته فوتبال در گرجستان و زیر نظر فدراسیون فوتبال این کشور فعالیت می‌کند. 

## نتایج در جام جهانی
- ۱۹۳۰: بخشی از شوروی
- ۱۹۳۴: بخشی از شوروی
- ۱۹۳۸: بخشی از شوروی
- ۱۹۵۰: بخشی از شوروی
- ۱۹۵۴: بخشی از شوروی
- ۱۹۵۸: بخشی از شوروی
- ۱۹۶۲: بخشی از شوروی
- ۱۹۶۶: بخشی از شوروی
- ۱۹۷۰: بخشی از شوروی
- ۱۹۷۴: بخشی از شوروی
- ۱۹۷۸: بخشی از شوروی
- ۱۹۸۲: بخشی از شوروی
- ۱۹۸۶: بخشی از شوروی
- ۱۹۹۰: بخشی از شوروی
- ۱۹۹۴: راه نیافت
- ۱۹۹۸: راه نیافت
- ۲۰۰۲: راه نیافت
- ۲۰۰۶: راه نیافت
- ۲۰۱۰: راه نیافت
- ۲۰۱۴: راه نیافت
- ۲۰۱۸: راه نیافت
- ۲۰۲۲: راه نیافت

## جام ملت‌های اروپا
- ۲۰۲۴راه یافت'و در آن جام در روز نخست سه بر یک مغلوب ترکیه شد ولی با شرایطی برابر ، در روز دوم در حالی که یک بر صفر از چک جلو بود بازی یک یک به تساوی رسید و شاید کسی فکر نمی‌کرد که پرتغال را دو بر صفر شکست دهد هر چند که بازیکنان اصلی پرتغال بازی نکردند ، بالاخره توانستند صعودی تاریخی داشته باشند و در مرحله یک هشتم نهایی در حالی مغلوب اسپانیایی مدعی شدند که یک بر صفر جلو افتادند ولی چهار گل دریافت کردند تا با تاریخ سازی با جام خداحافظی کنند